# Condylostylus rubrocauda
Condylostylus rubrocauda är en tvåvingeart som beskrevs av Van Duzee 1931. Condylostylus rubrocauda ingår i släktet Condylostylus och familjen styltflugor.
Artens utbredningsområde är Bolivia. Inga underarter finns listade i Catalogue of Life.